# Papilio lowi
Papilio lowi  (лат.) — вид бабочек из семейства парусников (Papilionidae). Ареал - Борнео, Индонезия и Филиппины (Палаван, Balabao).

## Описание
Размах крыльев 106—126 мм. Самки, как правило, крупнее самцов. Основной фон крыльев чёрный, с вкраплениями серебристо-серых полос. Основание переднего крыла красно-оранжевого цвета.

## Образ жизни

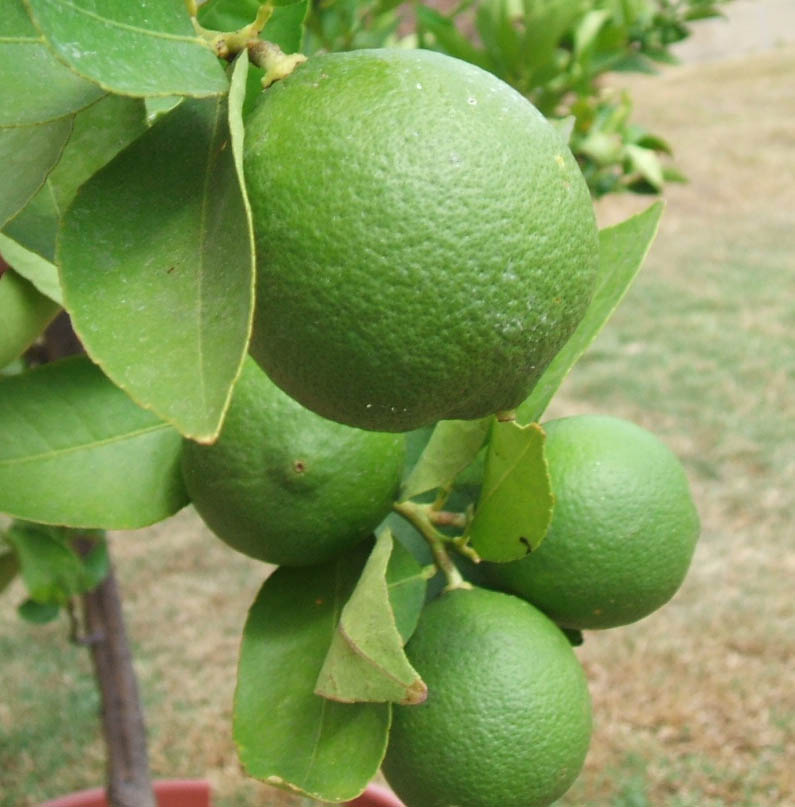
Лайм — одно из основных кормовых растений гусениц бабочки Papilio lowi

За год может развиваться до 1—2 поколения. Длительность стадии яйца: 12 до 21 дней. Продолжительность стадии гусеницы: 20—30 дня. Продолжительность стадии куколки: от 12 до 25 дней. В Азии гусеницы питаются на растениях семейства Rutaceae.